# 若夏あやめ
若夏 あやめ（わかなつ あやめ、1月11日 - ）は、元宝塚歌劇団・星組所属の娘役。
東京都台東区、国府台女子学院出身。身長158cm。愛称はわかめ、あやめ。

## 来歴
2004年、92期生として宝塚音楽学校へ入学。
同期生には、蘭乃はな（元花組トップ娘役）、真風涼帆（現宙組トップスター）、彩凪翔などがいる。
2006年4月、宝塚歌劇団入団。宙組公演『NEVER SAY GOODBYE』で初舞台。宝塚入団時の成績は48人中38位。同年5月10日、星組に配属。
2014年3月29日、『眠らない男・ナポレオン -愛と栄光の涯に-』の東京公演千秋楽を最後に宝塚歌劇団を退団。

## 宝塚歌劇団時代の主な舞台出演
- 2009年2月、『My dear New Orleans －愛する我が街－』新人公演：Mrs.ウィルソン（本役：毬乃ゆい）／『ア ビヤント』
- 2009年6月、『太王四神記 Ver.Ⅱ －新たなる王の旅立ち－』新人公演：ポッコッ（本役：南風里名）
- 2010年5月、『リラの壁の囚人たち』（バウ・東京特別）ニコル
- 2010年8月、『摩天楼狂詩曲（ニューヨークラプソディー） -君に歌う愛-』（バウ）キャサリン
- 2011年1月、『メイちゃんの執事 -私の命に代えてお守りします-』（バウ・東京特別）仲本夏美
- 2011年4月、『ノバ・ボサ・ノバ -盗まれたカルナバル-』新人公演：スリの女（本役：稀鳥まりや）／『めぐり会いは再び -You are my only shining' star-』
- 2011年8月、『ランスロット』（バウ）セリア、エレイン
- 2011年11月、『オーシャンズ11』新人公演：ハロルド（本役：真月咲）
- 2012年3月、『天使のはしご』（東京特別・バウ）キャロライン
- 2012年5月、『ダンサ・セレナータ』新人公演：レベッカ（本役：珠華ゆふ）／『Celebrity』
- 2012年9月、『琥珀色の雨にぬれて』エレーヌ／『Celebrity －セレブリティ－』（バウ）エレーヌ
- 2012年11月、『宝塚ジャポニズム〜序破急〜』／『めぐり会いは再び2nd〜Star Bride〜』新人公演：エレクトラ（本役：毬乃ゆい）／『Étoile de TAKARAZUKA』
- 2014年1月、『眠らない男 ナポレオン -愛と栄光の涯に-』＊退団公演